# Іннокентьєвський
Інноке́нтьєвський (рос. Иннокентьевский) — селище у складі Совєтсько-Гаванського району Хабаровського краю, Росія. Знаходиться у міжселенній території.

## Населення
Населення — 5 осіб (2010; 11 у 2002).
Національний склад (станом на 2002 рік):
- росіяни — 82 %